# 憑神
『憑神』（つきがみ）は、浅田次郎の小説、およびそれを原作とした日本映画、舞台作品。小説は、『小説新潮』に2004年9月号から2005年5月号にかけて連載され、2005年9月に新潮社より単行本化された。映画は2007年6月23日に公開（興行収入は約8.8億円）。舞台は同年9月4日 - 9月26日に新橋演舞場、10月1日 - 10月25日に大阪松竹座にて上演。

## あらすじ
時は幕末。将軍の影武者を代々務めてきた由緒ある家柄の出である別所彦四郎は、幼い頃より文武に優れ、秀才の誉れ高かったが、最近は半ば失業状態となり、暇を持て余す日々を送っていた。そのうえ婿養子先から離縁され、冷たくされつつも兄夫婦の家に居候するという不幸も重なった。
ある日、ひょんな事から見つけた「三巡神社(みめぐりじんじゃ、三囲神社とは縁もゆかりも無い)」というお稲荷様に酔った勢いで祈ったところ、彦四郎は貧乏神・疫病神・死神といった災いの神様を呼び寄せてしまう。不幸の神様たちに取り憑かれてしまった彦四郎の運命やいかに…。

## 書籍情報
- 単行本：2005年9月22日発売[2]、新潮社、ISBN 978-4-10-439402-9
- 文庫本：2007年4月25日発売[3]、新潮文庫、ISBN 978-4-10-101924-6

## 映画

### キャスト
- 別所彦四郎 - 妻夫木聡
- 別所イト - 夏木マリ
- 別所左兵衛 - 佐々木蔵之介
- 別所千代 - 鈴木砂羽
- おつや（死神） - 森迫永依
- 井上八重 - 笛木優子
- 小文吾 - 佐藤隆太
- 九頭龍為五郎（疫病神） - 赤井英和
- 甚平 （蕎麦屋の主人） - 香川照之
- 伊勢屋（貧乏神） - 西田敏行
- 勝海舟 - 江口洋介
- 榎本釜次郎（榎本武揚） - 本田大輔
- 井上軍兵衛 - 石橋蓮司
- 研磨師・喜仙堂 - 上田耕一
- 熊吉 - 徳井優

### スタッフ
- 監督：降旗康男
- プロデューサー：妹尾啓太、鈴木俊明、長坂勉、平野隆
- 脚本：降旗康男、小久保利己、土屋保文
- 音楽：めいなCo.
- 主題歌：米米CLUB「御利益」
- 撮影監督：木村大作
- 照明：杉本崇
- 録音：松陰信彦
- 美術：松宮敏之
- 編集：園井弘一
- 製作：「憑神」製作委員会（東映・ホリプロ・東映ビデオ・住友商事・TBS・TOKYO FM・AHS）
- 配給：東映

## 舞台

### キャスト
- 別所彦四郎 - 中村橋之助
- おつや（死神） - 鈴木杏
- 榎本釜次郎（榎本武揚） - 葛山信吾
- 彦四郎・母（別所イト） - 野川由美子
- 別所左兵衛 - デビット伊東
- 左兵衛・妻（別所千代） - 秋本奈緒美
- 井上八重 - 藤谷美紀
- 小文吾 - 福田転球
- 九頭龍（疫病神） - コング桑田
- 伊勢屋（貧乏神） - 升毅

※橋之助、藤谷、升は前年の同時期に上演されたG2演出作「魔界転生」から引き続き出演。また藤谷演じる八重は、映画版で所属事務所の後輩・笛木優子が演じていた。

### スタッフ
- 脚本・演出：G2
- 製作協力：G2プロデュース・クリームインターナショナル
- 制作：松本康男・伊東羊介